# Пословни клуб Далас
Пословни клуб Далас (енгл. Dallas Buyers Club) амерички је биографско драмски филм из 2013. године у режији Жана-Марка Валеа. Сценарио потписују Крејг Бортен и Мелиса Волак, док су продуценти филма Роби Бренер и Ракел Винтер.
Филм прича причу о Рону Вудруфу (Метју Маконахи), пацијенту са АИДС-ом дијагностикован средином 1980-их када су третмани ХИВ/АИДС-а били недовољно истражени, док болест није била схваћена и веома стигматизована. Као део експерименталног покрета за лечење АИДС-а, прокријумчарио је неодобрене фармацеутске лекове у Тексас за лечење његових симптома и дистрибуирао их колегама оболелим од АИДС-а оснивањем „Пословног клуба Далас“ док се суочавао са противљењем Управе за храну и лекове (ФДА).
Насловну улогу тумачи Маконахи као Рон Вудруф, пацијент са дијагностикованим АИДС-ом, док су у осталим улогама Џенифер Гарнер, Џаред Лето, Денис О’Хер и Стив Зан. Дистрибуиран од стране Focus Featuresа, светска премијера филма је била одржана 7. септембра 2013. на Филмском фестивалу у Торонту, док се у Сједињеним Америчким Државама почео приказивати 1. новембра 2013.
Буџет филма је износио 5 000 000 долара, а зарада од филма је 55 700 000 долара.
Филм је добио широку критику, што је резултирало бројним признањима. Већина је похвалила наступе Маконахија и Летоа, који су на 86. додели Оскара добили Оскара за најбољег глумца у главној улози, односно за најбољег глумца у споредној улози, чиме је ово био први филм од филма Мистична река (2003), а тек пети филм икада, да освоји обе награде. Филм је такође освојио Оскара за најбољу шминку и фризуру, а добио је и номинације за најбољи филм, најбољи оригинални сценарио и најбоља монтажа филма.

## Радња
Године 1986. Рон Вудруф сазнаје да има ХИВ и да му је остало још тридесет дана живота. Филм прати његову промену – од наркомана и хомофоба, који свако вече спава са другом женом, до човека који брани свог пријатеља транссексуалца и који илегално набавља лекове онима којима су потребни.

## Главне улоге
| Глумац          | Улога         |
| --------------- | ------------- |
| Метју Маконахеј | Рон Вудруф    |
| Џенифер Гарнер  | Ив Сакс       |
| Џаред Лето      | Рејон         |
| Денис О’Хер     | доктор Севард |
| Стив Зан        | Такер         |